# Айну-кайсей
Айну-кайсей (яп. ア イ ヌ カ イ セ イ) — дух Йокай з японського фольклору, що прийшов в нього з казок народу айнів.
Як правило, описується одягненим в традиційний чоловічий верхній одяг айнів, який сплетений з «Аттусо» (подрібненого і пом'якшеного волокна внутрішньої частини кори дерева ільму) . З'являється в старих або незайнятих будинках. Часто є причиною болю в області грудей і шиї сплячих або вмираючих людей. Мовою айнів слово «кайсей» означає «труп».
Дослідник Кіцен Сасакі у своїй роботі проводив аналогії між айну-кайсей і японським йокаєм Дзасікі-варасі.